# Parnassius patricius
Parnassius patricius är en fjärilsart som beskrevs av Friedrich Wilhelm Niepelt 1911. Parnassius patricius ingår i släktet Parnassius och familjen riddarfjärilar. Inga underarter finns listade i Catalogue of Life.